# Hypnum subsulcatum
Hypnum subsulcatum là một loài Rêu trong họ Hypnaceae. Loài này được Schimp. mô tả khoa học đầu tiên năm 1860.